# 拟蜡菊属未命名物种“A”
拟蜡菊属未命名物种“A”(学名:Helichrysum sp. nov. A)是菊科拟蜡菊属下的一种植物。它们是也门的特有种。其栖息地位于海拔500-550米处的岩石地区。